# Dewaruci (schip, 1953)
De Dewaruci, soms ook KRI Dewaruci, Dewa Ruci of Dewarutji genoemd, is een klasse A-zeilschip dat vaart onder Indonesische vlag. De Dewaruci is een barkentijn met drie masten en heeft Surabaya als thuishaven.
Het schip heeft een lengte van 58,27 meter en is gebouwd in Hamburg, Duitsland, door HC Stülcken & Sohn. De bouw startte al in 1932, maar het duurde, onder meer door het uitbreken van de Tweede Wereldoorlog, tot 1953 voor het schip te water gelaten werd.

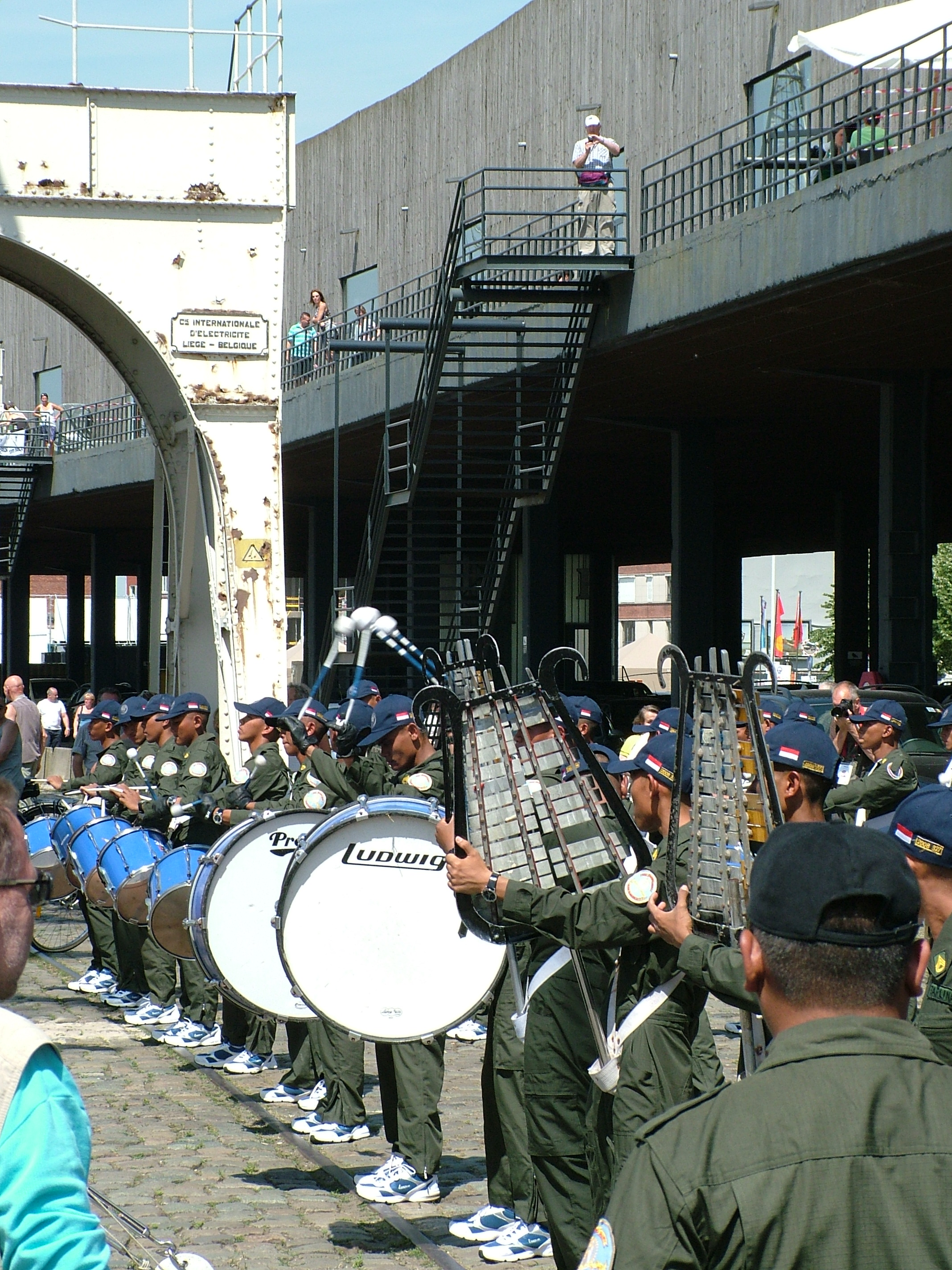
Fanfare van de Dewaruci die voor verstrooiing zorgde in Antwerpen ter ere van de Tall Ships Race 2010

Het is een opleidingsschip dat eigendom is van de Indonesische zeemacht waar het het grootste schip is uit de zeevloot. De naam van het zeilschip, Dewaruci, alsook het boegbeeld verwijzen naar de mythologische god van waarheid en moed. Het schip heeft tevens een fanfare. In de afbeelding is de fanfare zichtbaar die op de Tall Ships Race 2010 van 9 tot 12 juli met muziek en dans voor verstrooiing onder de bezoekers van het schip zorgde.

## Kenmerken
- Zeiloppervlak: 1090,50 m²
- Romp: staal
- Bemanning: 32 vaste bemanningnsleden en 78 matrozen in opleiding.
- Bouwjaar: 1953
- Vlag: Indonesië